# Демьяновка (Кемеровская область)
Демья́новка — посёлок в Ленинск-Кузнецком районе Кемеровской области. Административный центр Демьяновского сельского поселения.

## География
Посёлок находится на автодороге Р384, на расстоянии 9 км к северо-востоку от города Ленинск-Кузнецкий, административного центра района. Ближайшая железнодорожная станция — Разъезд 189 км Западно-Сибирской железной дороги (на линии Тогучин — Новокузнецк— Таштагол) — в 2,5 км. Центральная часть населённого пункта расположена на высоте 279 м над уровнем моря.

## Население
| 2010 |
| ---- |
| 1090 |

### Половой состав
По данным Всероссийской переписи населения 2010 года, в посёлке Демьяновка проживало 1090 человек (496 мужчин, 594 женщины).

## Улицы
| - ул. 70 лет Октября, - ул. Гагарина, - пер. Дальний, - ул. им Д.Г. Котова, - ул. Кемеровская, - ул. Космонавтов, | - пер. Краевой, - пер. Лермонтова, - ул. Лермонтова, - ул. Луговая, - пер. Луговой, - ул. Майская, | - ул. Нагорная, - пер. Новый, - ул. Северная, - ул. Степная, - ул. Чкалова, - ул. Школьная. |

## Инфраструктура
В посёлке действуют две средних школы, детский сад.

## Достопримечательности
В середине 1990-х годов построен православный храм Иконы Божией Матери Одигитрия.

## Известные уроженцы
- Сметанников, Михаил Павлович (1929—1999) — советский деятель сельского хозяйства, Герой Социалистического Труда.